# Kitchener Rangers
Kitchener Rangers är ett juniorhockeylag i Ontario Hockey League. Klubben spelar i Kitchener i delstaten Ontario, Kanada.
Klubben har producerat spelare som Gabriel Landeskog, Paul Coffey, Scott Stevens, Al MacInnis, Larry Robinson, Jeff Skinner och Derek Roy.

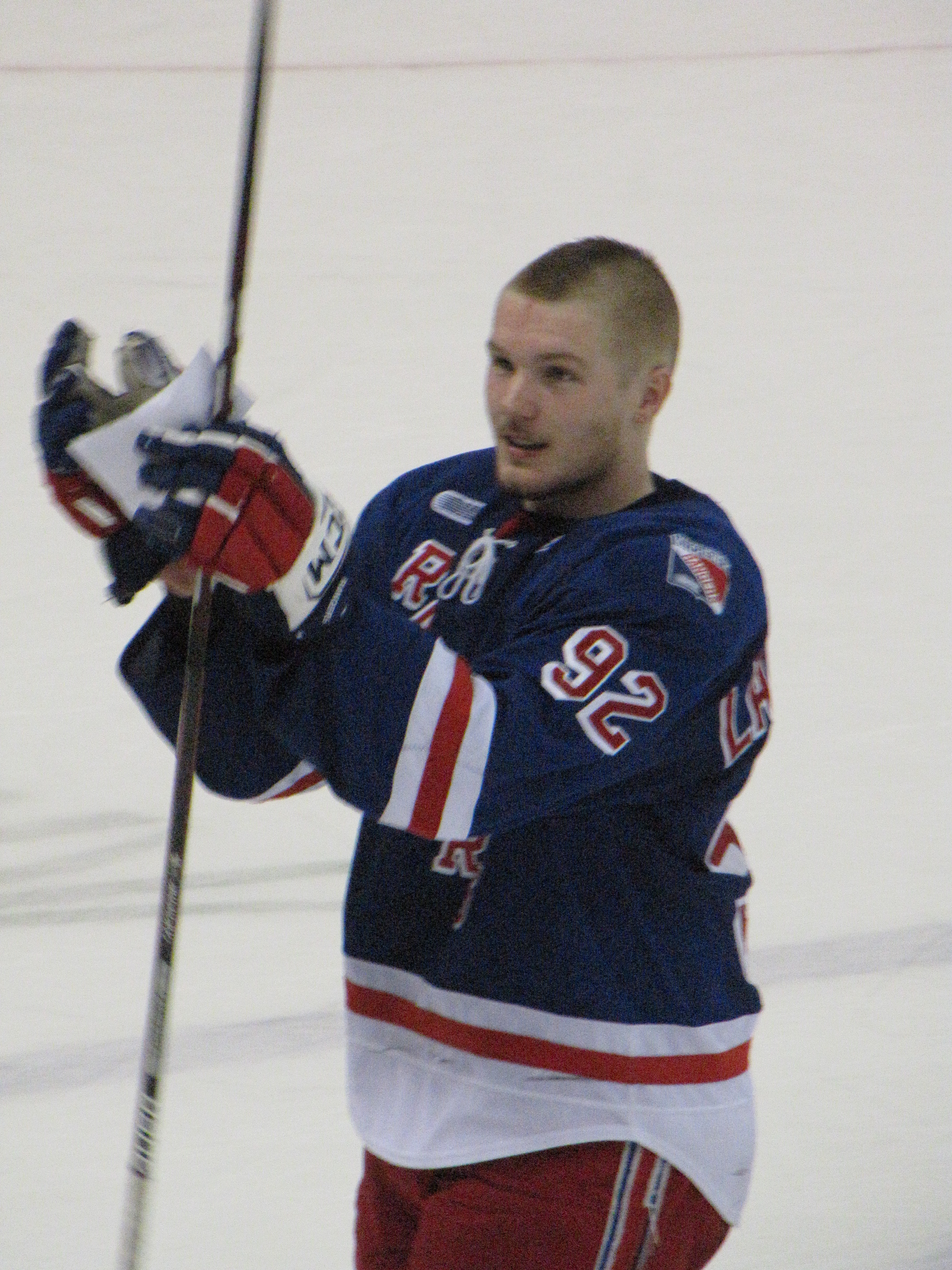
Gabriel Landeskog för Kitchener Rangers